# Château de Peychelard
Les vestiges du château de Peychelard sont situés sur la commune de Lamastre dans le département de l'Ardèche.

## Historique
Sur un éperon surveillant le Doux, le Grozon et le Condoie, le château est construit au Xe siècle par les seigneurs de La Mastre. Après être passé entre plusieurs mains il est abandonné à la mort du dernier seigneur en 1792. Il devient alors une carrière de pierres pour la construction de la ville basse.